# Шинн (гора)
Шинн (англ. Mount Shinn) — гора, 4661 м над рівнем моря, у хребті Сентінел, гірської системи Елсворт континенту Антарктида, третя за абсолютною висотою вершина в Антарктиці.

## Географія

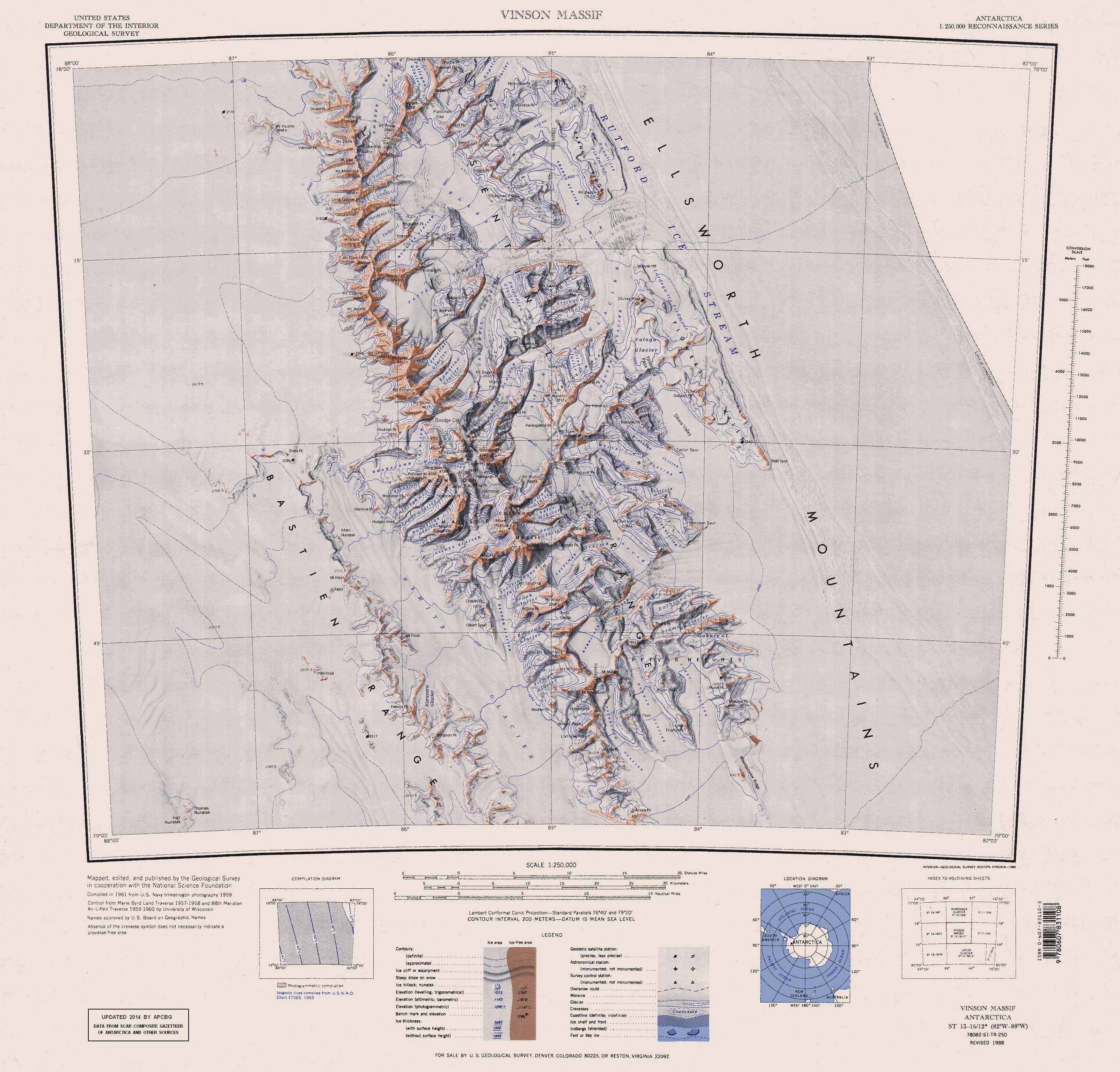
Топографічна мапа гір Елсворт
(масштаб 1:250,000)

Гора розташована в Західній Антарктиді, в основі Антарктичного півострова, більше ніж за 1200 км від Південного полюса, за 8 км на північ — північний-захід від піка Вінсон (4892 м), та майже за 7 км на південь — південний схід від гори Тирі (4852 м), належить до хребта Сентінел який є північною частиною гірської системи Елсворт, що розташована на схід від Землі Мері Берд.
Вершина являє собою гірський масив довгастої форми, завдовжки понад 12 км (а з дочірнім піком Кнутзен — понад 20 км), завширшки понад 4 км, орієнтований із південного заходу на північний схід. Масив обмежений: на півночі — льодовиком Ромаріно, на північному сході — великим льодовиком Кроссвелл, на південному сході — сідлом Гудж, яке відділяє гору від масиву Вінсон. На півдні — південному заході гора обмежена льодовиком Бранскомб, на південному заході через сідловину переходить у пік Кнутзен (3373 м), а на північному заході через сідловину переходить у вершину Епперлі (4359 м).

## Відкриття і дослідження
Гора Шинн була відкрита в рамках проведення Міжнародного геофізичного року, в процесі розвідувального польоту в січні 1958 року. Консультативний комітет із назв в Антарктиці (US-ACAN) назвав вершину в честь одного із дослідників Антарктиди, лейтенанта ВМС США Конрада С. Шинна, одного із пілотів, дослідників вершини, який також був пілотом літака ВМС R4D, що 31 жовтня 1956 року зробив першу посадку в районі географічного Південного полюса.
21 грудня 1966 року, члени експедиції Ніхоласа Клінча альпіністи і вчені Баррі Корбет, Чарльз Голлістер, Сем Сілверстейн та Річард Вальстром здійснили перше сходження на вершину. Ця експедиція здійснила ще п'ять перших сходжень в цьому регіоні.
За результатами перших досліджень, помилково було встановлено висоту гори у 4800 м. Але у 2001 році австралійські альпіністи Деміен Ґілдеа та Родріго Фіка, провели масштабні дослідження вершин гірської системи Елсворт, в тому числі і гори Шинн. Вимірювання висоти були проведені за допомогою GPS-приймача Trimble 5700 і системи обробки AUSPOS австралійського уряду. Висота вершини була встановлена в межах 4661 м.